# Zespół krowiego języka
Zespół krowiego języka (zespół czarnego języka) – zespół chorobowy będący obok pelagry skutkiem niedoboru witaminy PP. Przebiega on w postaci krwotocznego zapalenia błony śluzowej przewodu pokarmowego i pochwy. Język i błona śluzowa jamy ustnej są owrzodzone, pokryte czerniejącym, łuszczącym się nabłonkiem, podobne zmiany występują w innych odcinkach przewodu pokarmowego i w pochwie.
Zespół ten leczy się witaminą PP w dawce 1 grama na dobę, co daje jego szybkie ustąpienie.